# Torneio Internacional de Caracas de 1950
O Torneio Internacional de Caracas de 1950 ou Taça Ministério de Obras Públicas da Venezuela, foi uma competição amistosa internacional de futebol disputada na cidade de Caracas, capital da Venezuela.

## História

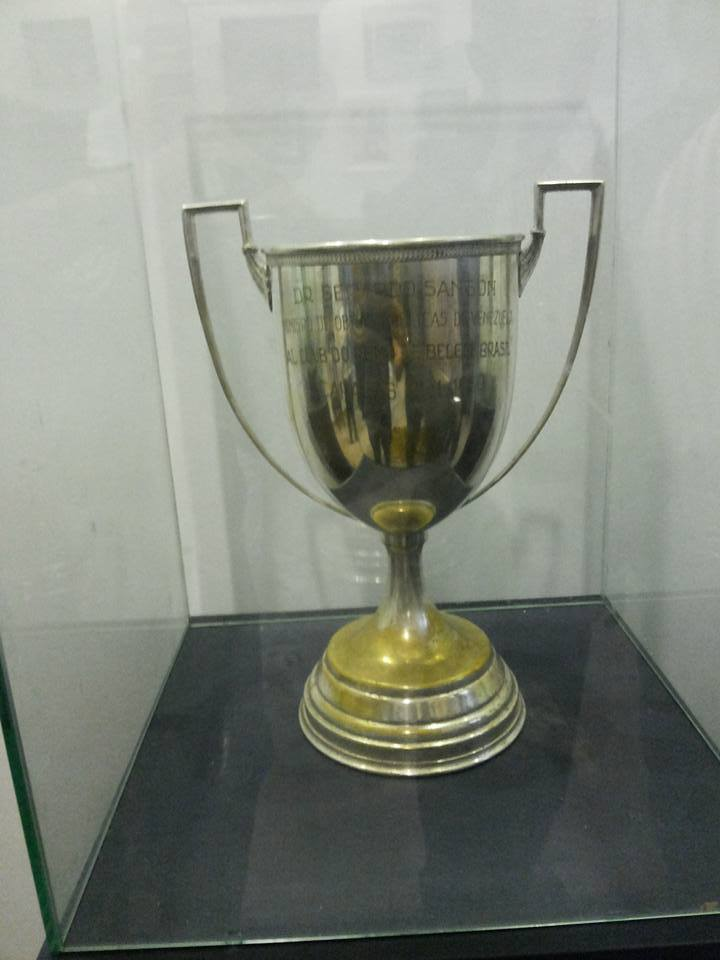
Troféu do Torneio de Caracas de 1950 exposto no memorial de conquistas do Clube do Remo, no hall de entrada de sua sede social, em Belém do Pará

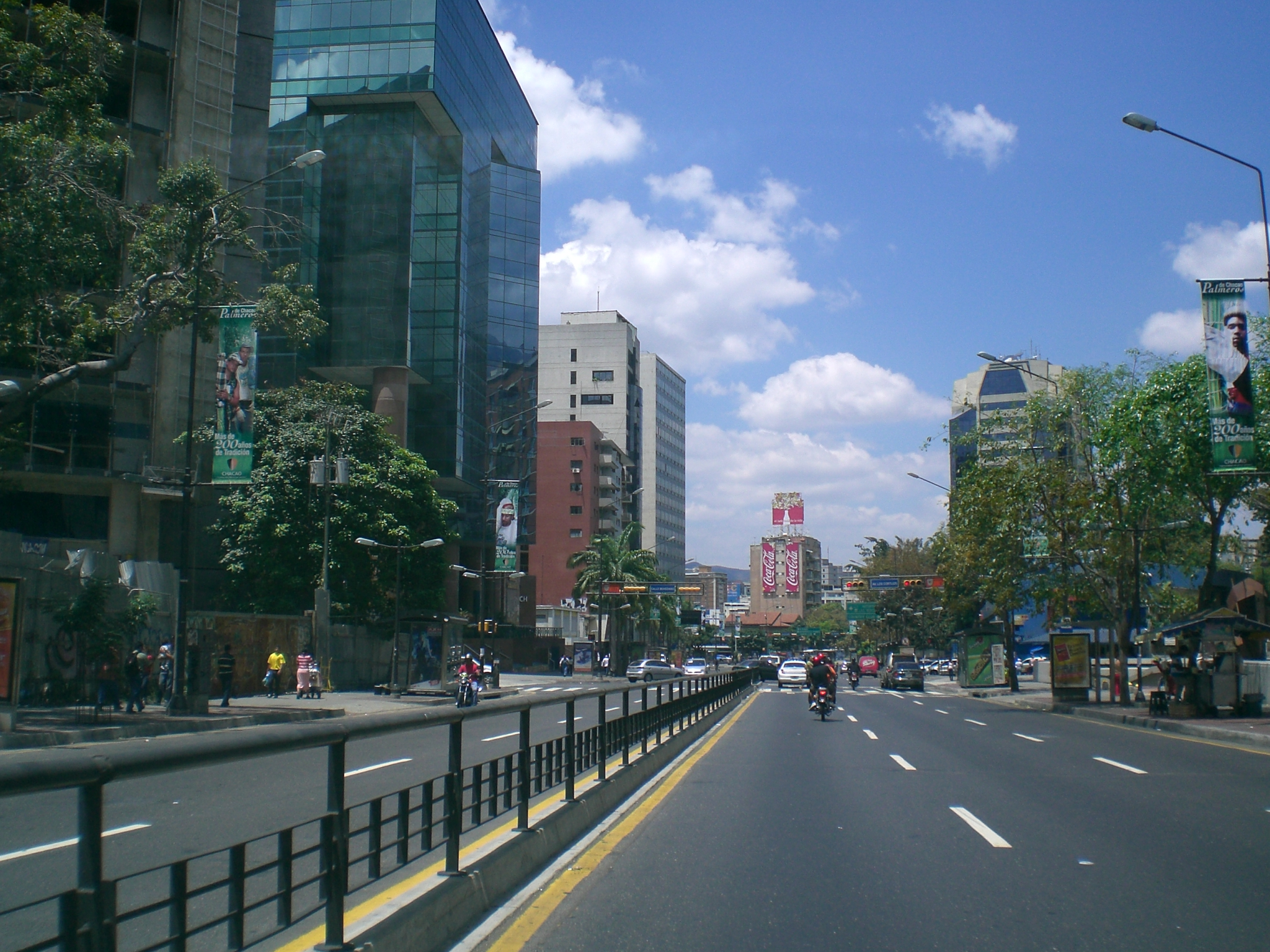
Caracas, capital da Venezuela, e sede do Torneio Internacional

O Torneio Internacional de Caracas foi organizado pela Asociación Nacional de Fútbol, entidade que regia o futebol venezuelano na época, a pedido do Ministério de Obras Públicas da Venezuela. A competição tem importância histórica para o país, pois recebeu a sua primeira equipe estrangeira — o Clube do Remo —, conferindo à disputa o "status internacional". A participação do Remo ganhava ainda mais relevância por ser o representante do país que sediaria a Copa do Mundo de Futebol de 1950 (Brasil).

### A Venezuela no mapa do futebol mundial
O sucesso do Torneio Internacional de Caracas permitiu que a Venezuela entrasse no mapa do futebol mundial. Em 1951, a organização do futebol do país passou por uma reformulação e foi criada a Federación Venezolana de Fútbol, a nova entidade foi reconhecida pela FIFA e pelo Comitê Olímpico Venezuelano em novembro daquele ano. A filiação na entidade máxima do futebol mundial e na CONMEBOL viria em 1952.
Nesse mesmo ano (1952), a Venezuela pôs em disputa a Pequena Taça do Mundo, um dos principais torneios interclubes da época, que teve inúmeras edições. Na galeria de campeões estão grandes equipes consagradas, tais como Real Madrid, Barcelona, Corinthians, São Paulo, Benfica, Botafogo, entre outras.  
O torneio perdeu prestígio com a criação da Copa dos Campeões da Europa, em 1955, e da Copa Intercontinental, em 1960.

### Controvérsias sobre o torneio de 1950
Apesar desta competição não ser uma edição da Pequena Taça do Mundo, algumas publicações sobre o Torneio Internacional de Caracas cita-o como a primeira edição da Pequena Taça do Mundo, o que gera questionamentos por conta da ausência de times europeus ou de outros continentes na disputa.
Atualmente, o que alguns autores considera é que o Torneio de Caracas serviu de inspiração para a criação do mundialito. O próprio Remo jamais havia se intitulado "campeão da Pequena Taça do Mundo" e sim "campeão do Torneio Internacional de Caracas", até que em novembro de 2016, o Remo lança seu uniforme oficial para a temporada 2017, em parceria com a gigante brasileira Topper, trazendo na parte inferior da gola a frase "campeão da Pequena Taça do Mundo".

## Reconhecimento
Em abril de 2012, o então presidente do Clube do Remo, Sérgio Cabeça Braz, encarregou ao historiador e benemérito do clube, Orlando Ruffeil, a missão de reunir documentos e informações sobre o Torneio Internacional de Caracas para que o clube desse entrada junto à CONMEBOL, solicitando o reconhecimento oficial do título. O objetivo é ter o emblema da entidade sul-americana na taça conquistada na Venezuela. Desta forma, o Remo passaria a ser o único das regiões Norte e Nordeste do Brasil detentor de uma conquista reconhecida pela CONMEBOL.  
Em junho de 2016, o Clube do Remo protocolou o pedido de reconhecimento do título.

## Os confrontos do campeão
Para sagrar-se vencedor do torneio, o Remo teve que jogar cinco partidas contra os adversários venezuelanos, obtendo quatro vitórias e uma derrota. Ainda venceu uma partida de exibição, contra o Combinado Espanhol, um clube de operários espanhóis residentes na Venezuela, após o término da competição.
A conquista do título proporcionou confiança aos azulinos que conquistaram o bicampeonato paraense em 1950.
Jogos do Torneio.
| 14 de janeiro de 1950 | Clube do Remo                                                            | 5 – 2 | La Salle | Estádio Nacional El Paraiso (Caracas) Público: Árbitro: Benito Jackson |
|                       | Véliz Espedito Isan Modesto Jambo Muñiz Itaguary Quiba Jeju Jaime Eládio |       | Pepino Delfino Moleiro Polletti Clemente Chávez Vicente Fernández Asbrúbal "Quemao" Olivares Hely Olivares Julio Garcia Alfonso Odría Campos |                                                                        |

| 15 de janeiro de 1950 | Clube do Remo                                                              | 4 – 0 | Unión Sport Club | Estádio Nacional El Paraiso (Caracas) Público: Árbitro: |
|                       | Véliz Espedito Isan Modesto Jambo Muñiz Itaguary Quiba Jeju Jaime Euclides |       | ???              |                                                         |

| 17 de janeiro de 1950 | Clube do Remo                                                              | 5 – 0 | Escola Militar | Estádio Nacional El Paraiso (Caracas) Público: Árbitro: |
|                       | Véliz Espedito Isan Modesto Jambo Muñiz Itaguary Quiba Jeju Jaime Euclides |       | Méndez Martínez (Freddy Brandt) Guerrieri Quintana Corro Landaeta Mercera Brady Irure Aveiro Preston Brunicardi Barrios Baldovino. |                                                         |

| 18 de janeiro de 1950 | Clube do Remo                                                              | 2 – 1 | Deportivo Italia                                                                                         | Estádio Nacional El Paraiso (Caracas) Público: Árbitro: |
|                       | Véliz Espedito Isan Modesto Jambo Muñiz Itaguary Quiba Jeju Jaime Euclides |       | Arias Torassa Pianezzola Valentini Acciavatti Manzzutti Degli Esposti Coppola Mosciatti Scano Della Mea. |                                                         |

| 21 de janeiro de 1950 | Clube do Remo                                                              | 1 – 2 | Loyola Sport Club                                                                                     | Estádio Nacional El Paraiso (Caracas) Público: Árbitro: Utrera |
|                       | Véliz Espedito Isan Modesto Jambo Muñiz Itaguary Quiba Jeju Jaime Euclides |       | Triki Vera Ferrarese Román Mingardi Eugenio Torres Rodríguez II Gastón Monterola César Díaz Izaguirre |                                                                |

Jogo extra (exibição)
| 23 de janeiro de 1950 | Clube do Remo                                                              | 3 – 0 | Combinado Espanhol na Venezuela | Estádio Nacional El Paraiso (Caracas) Público: Árbitro: |
|                       | Véliz Espedito Isan Modesto Jambo Muñiz Itaguary Quiba Jeju Jaime Euclides |       | ???                             |                                                         |

## Textos - Imprensa de Caracas[4]
El primer futbolista brasileño que jugó en Venezuela fue Alfredo Gama (Deportivo Venezuela, 1931) y casi dos décadas después llegó a Caracas el primer equipo de Brasil: Club do Remo. Así como Brasil sufrió con el "Maracanazo", la prensa caraqueña utilizó el término "loyolazo" cuando el equipo colegial se impuso 2-1 al represente brasileño. Los precios de las entradas en ell estadio Nacional de El Paraíso (Caracas) eran de 6 bolívares (caballeros) y 4 bolívares (damas y niños). Estos partidos, de acuerdo con la reseña de prensa de El Nacional, fueron grabados por la empresa Bolívar Films. 
O primeiro futebolista brasileiro a atuar na Venezuela foi Alfredo Gama (Deportivo Venezuela, 1931), e quase duas décadas mais tarde chega à Caracas a primeira equipe do Brasil, o Clube do Remo. Assim como o Brasil sofreu o "Maracanaço", a imprensa de Caracas usou o termo "loyolaço", quando a equipe da faculdade venceu por 2-1 o representante brasileiro. Os preços dos ingressos no Estádio Nacional de El Paraíso (Caracas) foram de 6 bolívares (homens) e 4 bolívares (mulheres e crianças). Estas partidas, de acordo com o jornal El Nacional, foram gravados pela empresa Bolívar Films.
Textos de Napoleón Arráiz "El Hermanito" (Diario El Nacional) - janeiro de 1950.
- 15.01.1950 - Unión SC  0 X 4  Club do Remo (Brasil):

"Los visitantes del Remo pusieron de relieve el defecto principal de nuestro tims (teams) de fútbol: el carecer, casi completamente, de homogeneidad, de estructuración de equipos. Unión dio una triste exhibición: once voluntariosos dispersos, cada cual actuando por su lado y manera, con mayor y menor fortuna." 
"Os visitantes do Remo se aproveitaram da principal deficiência dos nossos times (equipes) de futebol: A falta quase total de conjunto, estrutura de equipe. O Unión deu uma triste exibição: 11 jogadores dispersos, mas voluntariosos, cada um correndo pra um lado lado, uns com mais, outros com menos sorte."
(El Nacional,  edição de 16.01.1950)
- 17.01.1950 - Escuela Militar  0 X 5  Club do Remo (Brasil):

"Fue un partido donde el público gozó de un buen fútbol, de maravilloso bordar, en los botines mágicos de los cariocas. Durante minutos enteros la esférica pasaba de botín a botín brasileño sin que en su curso lograse un contender siquiera tocarla. Los militares hicieron todo lo que en sus recursos estaba hacer, pero ante el derroche de técnica y dominio, era muy poco lo que podían hacer" 
"Foi um jogo onde o público desfrutou de um bom futebol, belas jogadas, nas chuteiras mágicas dos "cariocas". Durante alguns minutos a bola passou de pé em pé brasileiro, sem que um adversário sequer chagasse a tocá-la. Os militares fizeram tudo o que era possível fazer, mas diante da exibição de domínio técnico, não foi suficiente."
(El Nacional, edição de 18.01.1950)
- 18.01.1950 - Deportivo Italia  1 X 2  Club do Remo (Brasil):

"Italia dio la mejor pelea a los visitantes. Y perdió, pero muy, muy honradamente. Obligándolos a lucir lo mejor de sus recursos, lo más extraordinario de su velocidad. Y sin desmerecer ni un ápice ante el rival. Bravo, Italia. Muito ben, Do Remo" 
"Itália deu aos visitantes a melhor batalha . E perdeu, mas muito, muito honradamente. Forçando-os a usar seu melhor recurso, sua impressionante velocidade. E sem se apequenar por nem um momento, diante do rival. Recebeu um 'Parabéns, Itália'. Do Remo"
(El Nacional, edição de 19.01.1950)

## Estatísticas
| O campeão     | Jogos | Vitórias | Empates | Derrotas | GP | GC | SG |
| ------------- | ----- | -------- | ------- | -------- | -- | -- | -- |
| Clube do Remo | 5     | 4        | 0       | 1        | 17 | 5  | 12 |

## Campeão
| Torneio Internacional de Caracas de 1950 |
| ---------------------------------------- |
| CLUBE DO REMO Campeão                    |